# Operação Uphold Democracy
A Operação Uphold Democracy ou Operação Defender a Democracia (19 de setembro de 1994 - 31 de março de 1995) foi uma intervenção militar no Haiti destinada a remover o regime militar instalado pelo golpe de Estado de 1991.

## História
Em dezembro de 1990, Jean-Bertrand Aristide, um padre populista católico romano (Salesiano), ganhou 67% dos votos nas eleições que observadores internacionais amplamente consideraram livres e justas.[carece de fontes?]
Mas, as políticas de Aristide e a violência de seus apoiantes alarmaram muitos da elite do país e, em setembro de 1991, ele foi derrubado por um golpe violento que trouxe o General Raoul Cédras ao poder. Houve violenta resistência ao golpe de Estado, em que centenas foram mortos e Aristide foi forçado ao exílio. Estima-se que 3000 a 5000 haitianos foram mortos durante o período do regime militar.[carece de fontes?]
O golpe criou um êxodo em grande escala de refugiados para os Estados Unidos. Entre 1991 e 1992, a Guarda Costeira dos Estados Unidos resgatou ou interditou 41.342 haitianos. A entrada nos Estados Unidos foi negada a maioria, sendo estes repatriados ao Haiti. De acordo com Mark Weisbrot, Aristide acusou os Estados Unidos de apoiar o golpe de 1991. Em resposta ao golpe de Estado, o Conselho de Segurança das Nações Unidas aprovou a Resolução 841 que institui sanções internacionais e um embargo de armas ao Haiti. (Ver: Sanções contra o Haiti)
O regime militar governou o Haiti até 1993. Várias iniciativas para pôr termo à crise política através da restauração pacífica do governo constitucionalmente eleito falharam. Em Julho de 1994, a repressão montada no Haiti e a expulsão da missão de acompanhamento aos direitos humanos civis do país, o Conselho de Segurança das Nações Unidas aprovou a Resolução 940, que autorizou os Estados membros a utilizarem todos os meios necessários para facilitar a saída da liderança militar haitiana e restabelecer o governo constitucionalmente eleito do Haiti ao poder.
Em meados de setembro de 1994, com as tropas dos EUA preparadas para entrar no Haiti para dar inicio a Operação Defender a Democracia, o presidente Bill Clinton enviou uma equipe de negociadores lideradas pelo ex-presidente Jimmy Carter para persuadir as autoridades a se afastar e permitir o retorno da regra constitucional. Com as tropas de intervenção já no ar, Cédras e outros principais líderes concordaram em renunciar. Este esforço foi bem sucedido devido, em parte porque a delegação norte-americana foi capaz de apontar para as forças concentradas prontas para entrar no país. A missão militar passou de uma operação de combate a uma missão de manutenção de paz e operação de construção da nação, naquele momento com a implantação dos EUA levou a uma força multinacional no Haiti. Em outubro, Aristide foi capaz de retornar. As eleições foram realizadas em junho de 1995. A coalizão de Aristide, a Organização Política Lavalas (Cachoeira), teve uma vitória arrasadora. Em fevereiro de 1996, René Préval, um proeminente político aliado de Aristide, foi eleito presidente com 88% dos votos: esta foi a primeira transição do Haiti sempre entre dois presidentes democraticamente eleitos.[carece de fontes?]
A Operação Defender a Democracia terminou oficialmente em 31 de março de 1995, quando foi substituída pela Missão das Nações Unidas no Haiti (UNMIH). O presidente dos EUA, Bill Clinton, e o presidente haitiano Jean Bertrand Aristide, presidiram a cerimônia de mudança de autoridade. De março de 1995 até Março de 1996, 2.400 norte-americanos da original Operação Defender a Democracia permaneceu como um grupo de apoio comandado pela UNMIH sob uma nova operação chamada Operação New Horizons.  Forças da ONU sob vários nomes ficaram em missão no Haiti de 1995 a 2000.[carece de fontes?]